# Читерна
Чите́рна (итал. Citerna) — коммуна в Италии, располагается в регионе Умбрия, подчиняется административному центру Перуджа.
По данным Национального института статистики, на 01.01.2023 года, население коммуны составляло 3367 человек, плотность населения ─ 143,10 чел./км². Коммуна занимает площадь 23,53 км². Почтовый индекс — 6010. Телефонный код — 075.
Святым покровителем коммуны почитается Архангел Михаил, день памяти ежегодно отмечается 8 мая.